# Голяма награда за литература на Софийския университет
Голямата награда за литература на Софийския университет е учредена през 1999 г. от Академичния съвет на Софийския университет.
Наградата включва грамота и почетния знак на университета със синя лента. Победителят се определя от жури на Факултета по славянски филологии. Наградата се връчва на специално тържество в Аулата на СУ, което се провежда традиционно в началото на месец декември.

## Наградени автори
- 1999 – Вера Мутафчиева
- 2000 – Борис Христов
- 2001 – Йордан Радичков[1]
- 2002 – Ивайло Петров
- 2003 – Константин Павлов[2]
- 2004 – Антон Дончев[3]
- 2005 – Валери Петров[4]
- 2006 – Георги Мишев[5]
- 2007 – Дончо Цончев[6]
- 2008 – проф. Боян Биолчев
- 2010 – Димитър Шумналиев[7], [8]
- 2012 – Иван Цанев[9]
- 2014 – Екатерина Йосифова[10]
- 2016 – Иван Теофилов[11][12]
- 2018 – проф. Кирил Топалов[13]
- 2021 – Бойко Ламбовски[14]
- 2022 – Теодора Димова[15]
- 2024 – Георги Господинов[16]